# Tři bratři (Kamčatka)
Tři bratři (rusky Три Брата) jsou skupina tří čedičových skal, čnějících z moře u vjezdu do Avačinského zálivu na Kamčatce. Administrativně je toto území součástí Petropavlovsko-Kamčatského městského okruhu v rámci Kamčatského kraje Dálněvýchodního federálního okruhu Ruské federace. Skály, z nichž dvě krajní mají tvar skalních jehel, byly zapsány 28. prosince 1983 na seznam přírodních památek a jsou ve správě Ministerstva přírodních zdrojů a ekologie (Министерство природных ресурсов и экологии) Kamčatského kraje.

## Geografická poloha

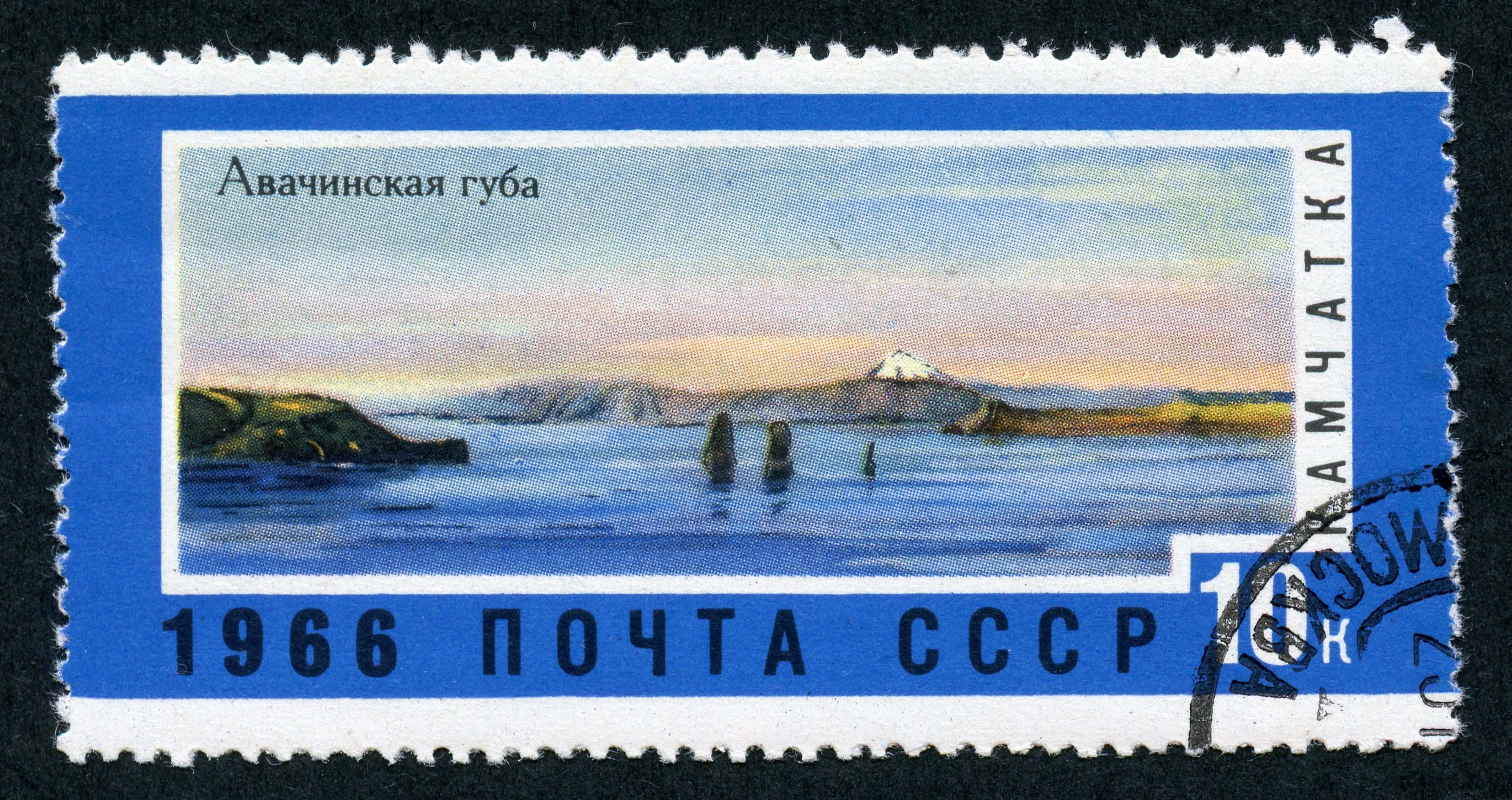
Skály Tři bratři na sovětské poštovní známce z roku 1966

Skály se nacházejí přibližně 300 metrů od výběžku mysu Majačnyj v tzv. "Bráně" (Воротa) u zátoky Šljupočnaja ve vstupu do tři kilometry dlouhého průlivu, vedoucího z Tichého oceánu do Avačinské zátoky. Od historického jádra Petropavlovska-Kamčatského jsou skály vzdáleny 14,5 km.
Skály byly známy už v 18. století, v roce 1737 byly zakresleny do mapy Avačinského zálivu. Britský námořní kapitán Charles Clark, který doprovázel Jamese Cooka na jeho poslední cestě kolem světa, dva měsíce po Cookově tragické smrti doplul do Avačinské zátoky a 29. dubna 1779 si zapsal do svého deníku, že u vjezdu do zálivu spatřil tři pozoruhodné skály. Skály popsal také ruský mořeplavec a hydrograf Gavriil Andrejevič Saryčev a ruský geolog německého původu Woldemar Friedrich Carl von Ditmar.
Poblíž skal jsou silné přílivové proudy. Jedná se o oblast s vysokou seismickou aktivitou, v jejímž důsledku bývá pobřeží postihováno vlnami tsunami.

## Geologie a geomorfologie
Skály Tři bratři jsou vulkanického původu. Z hlediska geomorfologického tvaru, vytvořeného vodní a větrnou erozí, je lze charakterizovat jako skalní jehly, respektive skalní věže.

## Předmět ochrany

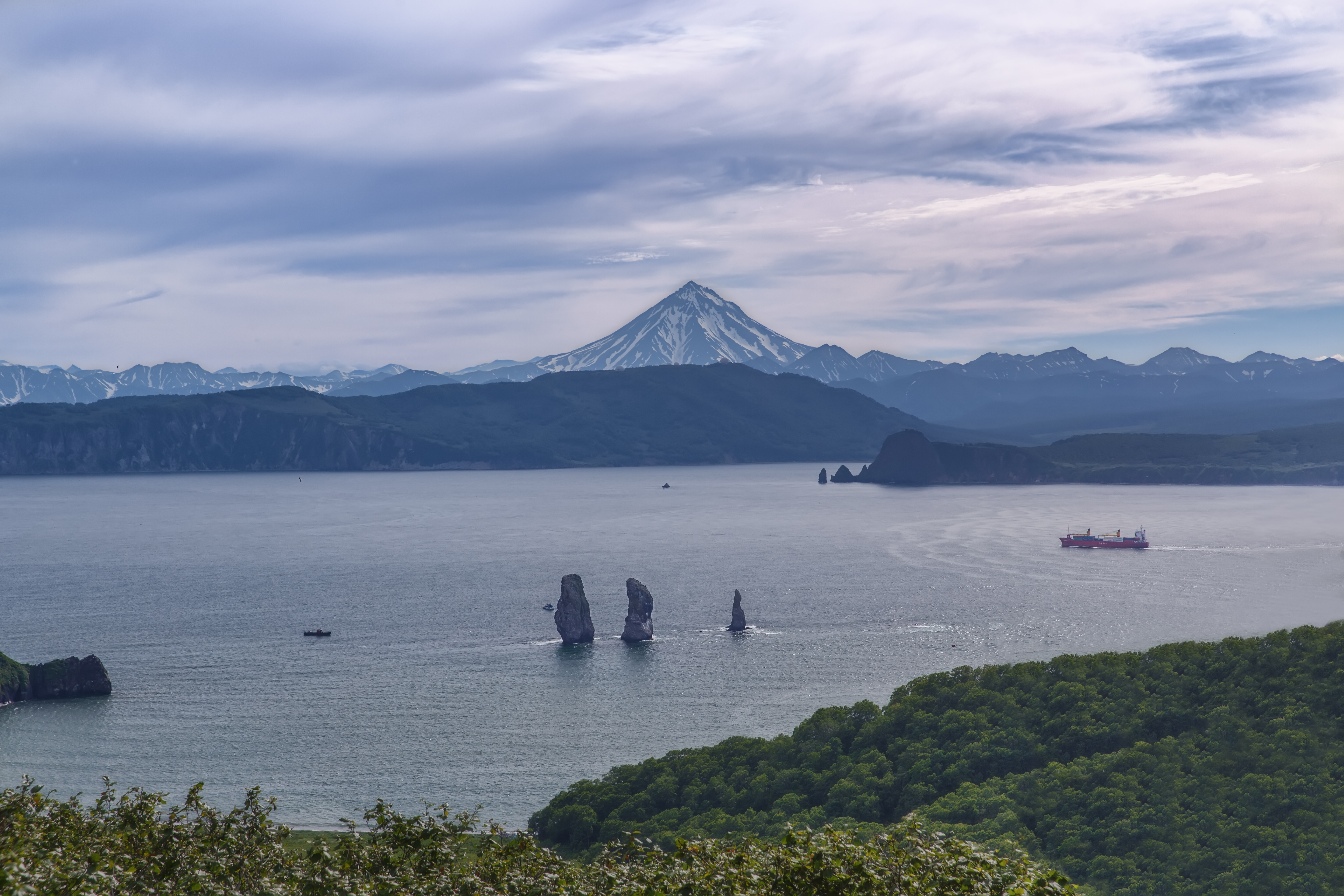
Pohled na skály z Majačného mysu, v pozadí na obzoru Viljučinská sopka

Předmětem ochrany je geologicky cenná lokalita s typickými geomorfologickými tvary, která tvoří významný krajinný prvek kamčatské přírody. Rozloha chráněného území, kolem něhož je ochranné pásmo o rozloze 78,3 ha, zahrnující přilehlé mořské vody, je 0,2 ha. V hloubce třinácti metrů se poblíž skal nachází nevelká podmořská rokle s malou jeskyní. V oblasti chráněného území jsou povoleny studijní a rekreační aktivity včetně sportovního rybolovu.

## Pověst
Skály Tři bratři jsou považovány za symbol Avačinské zátoky, která je jednou z největších zátok na světě, i samotného správního střediska Kamčatky Petropavlovska-Kamčatského. Skály Tři bratři, stojící u vjezdu do Avačinské zátoky, byly vyobrazeny na sovětské poštovní známce z roku 1966.
Na Kamčatce se traduje legenda o vzniku těchto skal. Pověst vypráví o tom, že v dávných dobách žili na zdejším pobřeží tři mimořádně silní a vysocí bratři. Jednou, když se blížila bouře a velké vlny, se bratři rozhodli zachránit své domovy. Vstoupili do moře a postavili se hrozivým živlům. Mořského boha jejich odpor rozhněval a vztekle bušil do bratrů svými vlnami po několik dní. Nakonec musel ustoupit, avšak za trest proměnil udatné bratry v kámen. Ti teď navždy střeží vstup do zátoky a chrání ji před bouřlivými vlnami.